# Zonas de Desenvolvimento Económico e Tecnológico
A China National Economic e Zonas de Desenvolvimento Tecnológico () são as áreas especiais da República Popular da China onde investimento direto estrangeiro é incentivado. Elas são geralmente chamadas de "Economic and Technological Development Zones" ou simplesmente o "Áreas de desenvolvimento" ou "Zonas de desenvolvimento".
Estes programas a nível nacional começaram com a Zonas Econômicas Especiais para três cidades em 1978, como parte de Reforma econômica da China, e foram estendidos para o Econômico e Zonas de Desenvolvimento Tecnológico em 14 cidades em 1984. Em 2006, já existem 49 Zonas de Desenvolvimento (na ordem da lista no página da Wikipédia em chinês, ou seja, na ordem das aprovações):
- Dalian Área de Desenvolvimento
- Qinhuangdao
- Tianjin Economic-Technological Development Area
- Yantai
- Qingdao
- Nantong
- Lianyungang
- Weihai
- Fuqing Rongqiao
- Tongshan
- Shenyang
- Haerbin
- Changchun
- Wuhan
- Wuhu
- Huizhou Dayawan
- Pequim
- Urumuqi
- Hefei
- Zhengzhou
- Xi'an
- Chengdu
- Kunming
- Changsha
- Guiyang
- Nanchang
- Hohhot
- Yinchuan
- Nanjing
- Suzhou Industrial Park
- Shanghai Minhang
- Shanghai Hongqiao
- Shanghai Caohejing Development Zone (Shanghai Metro)
- Shanghai Pudong Lujiazui Financial & Trading Zone
- Shanghai Pudong Waigaiqiao Free-Trade Zone
- Shanghai Pudong Jinqiao Export Manufacturing Zone
- Shanghai Pudong Zhangjiang Hi-Tech Park
- Hangzhou
- Hangzhou Xiangshan
- Ningbo
- Ningbo Daxie Island
- Wenzhou
- Xiamen Haicang District
- Guangzhou
- Guangzhou Nansha
- Zhanjiang
- Hainan Yangpu
- Xining
- Taiyuan
- Lasa
- Nanning
- Lanzhou